# Scott Huffman
Pour les articles homonymes, voir Huffman.
Scott Huffman (né le 30 novembre 1964 à Quinter dans le Kansas) est un athlète américain, spécialiste du saut à la perche.

## Carrière
Vainqueur de trois titres consécutifs de champion des États-Unis en 1993, 1994 et 1995, il établit la meilleure performance de sa carrière le 18 juin 1994 à Knoxville en franchissant une barre à 5,97 m.
Il se classe 5e des Championnats du monde 1993, 6e des Championnats du monde 1995 et 13e des Jeux olympiques de 1996.

### Palmarès
| Date | Compétition                    | Lieu      | Résultat | Épreuve |
| ---- | ------------------------------ | --------- | -------- | ------- |
| 1991 | Championnats du monde en salle | Séville   | 9e       | 5,50 m  |
| 1991 | Finale du Grand Prix           | Barcelone | 3e       | 5,75 m  |
| 1993 | Championnats du monde          | Stuttgart | 5e       | 5,80 m  |
| 1995 | Championnats du monde          | Göteborg  | 6e       | 5,70 m  |

### Records
| Épreuve   | Performance | Lieu      | Date         |
| --------- | ----------- | --------- | ------------ |
| Plein air | 5,97 m      | Knoxville | 18 juin 1994 |